# Mürzzuschlag
Mürzzuschlag è un comune austriaco di 8 811 abitanti nel distretto di Bruck-Mürzzuschlag, in Stiria. Ha lo status di città (Stadt) e fino al 31 dicembre 2012 è stato capoluogo del distretto di Mürzzuschlag, dal 1º gennaio 2013 accorpato a quello di Bruck an der Mur per formare il nuovo distretto di Bruck-Mürzzuschlag con capoluogo Bruck an der Mur. Il 1º gennaio 2015 ha inglobato il precedente comune di Ganz.